# Ferdinand (Vermont)
Ferdinand – miasto w Stanach Zjednoczonych, w stanie Vermont, w hrabstwie Essex.